# Viliame Waqaseduadua
Pour les articles homonymes, voir Waga (homonymie).

a Compétitions nationales et continentales officielles uniquement.

b Matchs officiels uniquement.
Dernière mise à jour le 11 mai 2016.
Viliame Waqaseduadua plus simplement connu sous le nom Vili ou Waga, né le 23 avril 1983 à Suva aux îles Fidji, est un joueur international de rugby à XV néo-zélandais évoluant généralement à l'aile. Après une carrière en Nouvelle-Zélande, évoluant notamment en Super 14 avec les Blues, les Highlanders et les Chiefs, il rejoint la France et joue pour Brive, Grenoble et le Agen.

## Biographie
Il commence le rugby avec l'équipe de Poverty Bay (North Harbour) en 2004 qui gagne cette année-là le titre de troisième division du NPC. Il joue aussi avec l'équipe première de North Harbour dans la Air New Zealand Cup. Joueur très agile, il est un acteur clé dans la conquête du Ranfurly Shield face à Canterbury en 2006.
Il a fait ses débuts en Super 14 avec les Blues contre les Highlanders en 2006, jouant sept matchs (pour un essai). En 2007, il est recruté par les Highlanders, puis rejoint l'année suivante les Chiefs avec qui il dispute sept rencontres et marque deux essais.
En 2009, il signe un contrat avec le club français du CA Brive pour jouer en Top 14.
À la suite d'une absence de plusieurs jours à la reprise de l'édition 2010-2011 du Top 14, il est menacé par son club de Brive de licenciement pour faute professionnelle. Les deux parties s'entendent finalement sur une baisse de salaire. Fin septembre 2011, il est recruté par le FC Grenoble en qualité de joker médical. En Juin 2013 il part porter les couleurs du Sporting Union Agen Lot-et-Garonne (SUA LG), club historique du rugby français.
Il a également été international néo-zélandais de rugby à 7 de 2005 à 2009 et a participé à la Coupe des nations du Pacifique 2006 pour les Junior All Blacks (Nouvelle-Zélande A).

## Palmarès
- Champion de France de Pro D2 en 2012 avec le FC Grenoble
- Vainqueur de la finale d'accession de Pro D2 en 2015 avec le avec le SU Agen.